# Valentin Bakfark

Valentin Bakfark (în maghiară Bakfark Bálint; n. 1507 sau, mai probabil, în 1527, Brașov – d. 15 august 1576, Padova) a fost un muzician renascentist. În diverse scrieri, numele său mai apare ortografiat și Bachfarrt, Backvart sau Bekwark.
Ca orfan, Valentin (Bálint ) Bakfark a fost adoptat de familia Greff, motiv pentru care uneori este menționat cu numele de Barkfark-Greff sau chiar cu numele latinizat Valentinus Greff Bakfark.
Péter Király a demonstrat în urma cercetărilor că familia Bakfark era de origine etnică germană. Atât tatăl, cât și fratele său, poate și nepotul său, cântau bine la lăută, iar Valentin a arătat de tânăr că este atras de muzică. De aceea, tatăl său l-a dat ca ucenic (probabil la un lutist italian) la curtea regelui Ungariei de la Buda, la curtea căruia a și cântat vreo patru ani. În anul 1540, la moartea regelui, se pare că văduva regelui l-a plăcut, astfel că a mai rămas la curte alți nouă ani. În 1549 s-a mutat la Cracovia, în Polonia, unde a devenit unul din principalii muzicieni ai regelui.
În 1551 s-a întâlnit cu ducele Albrecht de Brandenburg, al cărui patronaj avea să fie de folos carierei sale din anii următori. Albrecht a obținut pentru el permisiunea de a călători în Germania și Italia, dar situația politică l-a împiedicat să facă această călătorie. În schimb a plecat în Franța, unde și-a publicat prima carte la Lyon. Cu această ocazie s-a prezentat pentru scurt timp și la curtea regelui Franței și la cea a papei de la Roma. O vreme a rămas în serviciul cardinalului François de Tournon.
Albrecht, care era unchiul regelui Sigismund al II-lea August al Poloniei și Lituaniei, l-a convins pe rege să-i mărească de mai multe ori salariul și să-i dăruiască o moșie la întoarcere. Prin anii 1550 Bakfark a fost și înnobilat.
Se pare că în 1565 a fost amestecat într-un complot politic și a fost obligat să-și părăsească casa din Vilnius, după ce a ceasta a fost jefuită de soldați.
În același an, a făcut două călătorii la Viena. În cursul primei călătorii, a tipărit a doua carte cu muzică pentru lăută. În cursul cele de-a doua călătorii a părăsit serviciul ce-l avea pe lângă regele Poloniei și a intrat în serviciul împăratului de la Viena. Acolo s-a căsătorit pentru a doua oară, încercând să se stabilească în oraș, dar după o scurtă perioadă, în care a fost încarcerat ca prizonier politic, a plecat cu familia și s-a stabilit la Padova în 1569.
După doi ani s-a întors în Transilvania sa natală, unde a fost copleșit de onoruri. A cântat peste un an la curtea principelui Transilvaniei, dar în 1571, la moartea principelui Ioan Sigismund Zápolya, s-a întors definitiv în Padova, unde a și murit în 1576, doborât de ciumă, împreună cu întreaga familie (soția și patru copii). Simțind că va muri, a distrus lucrările care îi rămăseseră în manuscris, declarând că numai el era capabil să le interpreteze într-un mod care să îl satisfacă.
În Polonia a avut câțiva elevi, între care și Adalbert Dlugoraim, lutistul regelui Poloniei Ștefan Báthory.
Multiplele sale călătorii prin multe locuri din Europa i-au adus faima de mare virtuoz al lăutei.
De pe urma sa au rămas trei cărți de muzică pentru lăută (prima, Liber primus, editată la Lyon de Jacques Moderne, apărută în 1553, îi este dedicată cardinalului de Tournon; a doua, editată de Adrian Le Roy și Robert Ballard apare în 1564 la Paris, iar a treia apare în 1565 la Cracovia). Lucrările păstrate de la el (toate pentru lăută) cer o mare măiestrie a interpreților. Între ele se numără și 10 fantezii, 7 madrigale 8 cântece, și 14 motete.
A mai transcris pentru lăută motete ale compozitorilor contemporani lui, cum ar fi, Josquin des Prés, Nicolas Gombert, Clément Janequin, Jacques Arcadelt, Clemens non Papa, Roger Pathie și Orlando di Lasso.

## Discografie
- Valentin Greff Bakfark Lautenwerke - Lutz Kirchhof, Renaissancelaute, deutsche harmonia mundi, HM/IOM 1008-2